# الجمعية الدولية لعلم النفس السياسي
الجمعية الدولية لعلم النفس السياسي (بالإنجليزية: International Society of Political Psychology)‏ هي منظمة متعددة التخصصات منظمة غير هادفة للربح، وتمثل جميع مجالات التحقيق المعنية باستكشاف العلاقات بين العمليات والظواهر النفسية والسياسية. يشمل الأعضاء علماء النفس، وعلماء السياسة، والأطباء النفسيين، والمؤرخين، وعلماء الاجتماع، والاقتصاديين، وعلماء الأنثروبولوجيا، وكذلك الصحفيين والمسؤولين الحكوميين وغيرهم. كما أن الجمعية دولية تضم أعضاء من جميع مناطق العالم: الأمريكتان وأوروبا وآسيا والشرق الأوسط وأفريقيا، ويقع مقرها المركزي في ولاية كارولينا الشمالية بالولايات المتحدة الأمريكية.
وعبر تاريخها، قدّمت الجمعية التشجيع لأولئك الذين شاركوا بنشاط في مجموعة واسعة من الأساليب التدريبية لعلم النفس السياسي. يتلقى الأعضاء مجلة الجمعية مجلة علم النفس السياسي، وكذلك نشرة التقدم السنوي في علم النفس السياسي، وهي النشرة الإخبارية للجمعية، وكذلك رسوم تسجيل مخفضة في الاجتماع العلمي السنوي للجمعية؛ وخصومات كبيرة على المنشورات غير التابعة؛ وامتيازات التصويت. وأهداف الجمعية الدولية لعلم النفس السياسي هي التالية:
- إنشاء مجتمع يهتم بفحص العلاقة بين الظواهر السياسية والنفسية؛
- تسهيل التواصل عبر الحدود؛
- زيادة أهمية علم النفس السياسي؛
- توفير الدعم بين الأعضاء من أجل توليد ونشر النتائج والأفكار.

في يناير 1978، تأسست الجمعية الدولية لعلم النفس السياسي من قبل جين ن. كنوتسون من قسم الطب النفسي وعلوم السلوك الحيوي، جامعة كاليفورنيا، لوس أنجلوس. ومنذ ذلك الوقت، تطوّرت الجمعية لتشمل أكثر من 1000 عضو يشاركون في هذا المجال من الاهتمام العلمي.

## الاجتماع السنوي
كل اجتماع منذ الاجتماع الأول الذي عُقد في مدينة نيويورك في سبتمبر 1978 يتضمن برنامجًا لمدة أربعة أيام من ورش العمل والمناقشات الجماعية والخطابات المدعوة والفعاليات الخاصة. تقدم اجتماعات الجمعية عمومًا أكثر من 100 لوحة جدارية وجولات دائرية وورش عمل، مع أكثر من 300 عرضًا. في عام 2011، بدأت الجمعية أيضًا أكاديمية صيفية خلال ثلاثة أيام تسبق الاجتماع السنوي. تهدف إلى تدريب الأساتذة والطلاب المهتمين في الأبحاث الأساسية والحديثة في مجال علم النفس السياسي. تتناوب مواقع أكاديمية الصيف والاجتماعات السنوية بين شمال أمريكا وأوروبا ومواقع أخرى حول العالم.

## مجلة
تنشر الجمعية مجلتها الخاصة، علم النفس السياسي. وهي مجلة الجمعية الدولية لعلم النفس السياسي المكرسة لتحليل العلاقات المتبادلة بين العمليات النفسية والسياسية. ويعتمد المساهمون الدوليون على مجموعة متنوعة من المصادر، بما في ذلك علم النفس المعرفي والعلوم السياسية والاقتصاد والتاريخ والعلاقات الدولية والفلسفة والنظرية السياسية وعلم الاجتماع وعلم النفس الاجتماعي والسريري.

## التقدم في علم النفس السياسي
يُنشر الإصدار الثاني للجمعية الدولية لعلم النفس السياسي، التقدم في علم النفس السياسي مرة واحدة كل عام.

## رؤساء الجمعية عبر تاريخها
رؤساء الجمعية الدولية لعلم النفس السياسي هم:
- روبرت إي لان (1978-1979)
- سيمور مارتن ليبسيت (1979-1980)
- فيليب كونفيرز (1980-1981)
- مورتون دويتش (1981-1982)
- جيمس ماكجريجور بيرنز (1982-1983)
- فاميك د. فولكان [الإنجليزية] (1983-1984)
- ستانلي هوفمان (1984-1985)
- هربرت سي كيلمان (1985-1986)
- هانز ديتر كلينجمان [الإنجليزية] (1986-1987)
- مارغريت هرمان (1987-1988)
- رالف ك.وايت [الإنجليزية] (1988-1989)
- إم كينت جينينغز [الإنجليزية] (1989-1990)
- روبرتا سيجل [الإنجليزية](1990-1991)
- جون إدمارد ماك (1991-1992)
- توم برايدر [الإنجليزية](1992-1993)
- بيتي غلاد (1993-1994)
- ديفيد أو. سيرز(1994-1995)
- دوريس غرابر (1995-1996)
- فريد جرينشتاين [الإنجليزية] (1996-1997)
- مارثا كرينشو (1997-1998)
- ديفيد ج. وينتر [الإنجليزية] (1998-1999)
- دانيال بار تال [الإنجليزية] (1999-2000)
- إرفين ستوب [الإنجليزية] (2000-2001)
- هيلين هيست (2001-2002)
- ستانلي رينشون [الإنجليزية] (2002-2003)
- ريتشارد نيد ليبو [الإنجليزية] (2003-2004)
- يانوش ريكوفسكي [الإنجليزية] (2004-2005)
- ماريتزا مونتيرو [الإنجليزية] (2005-2006)
- جورج ماركوس [الإنجليزية] (2006-2007)
- كريستين مونرو (2007-2008)
- شيريل كوبمان [الإنجليزية] (2008-2009)
- سام مكفارلاند [الإنجليزية] (2009-2010)
- ليوني هدي [الإنجليزية] (2010-2011)
- بيرت كلاندرمانز [الإنجليزية] (2011-2012)
- روز مكديرموت [الإنجليزية] (2012-2013)
- ستانلي فيلدمان [الإنجليزية] (2013-2014)
- بول نيسبيت لاركينج [الإنجليزية] (2014-2015)
- جون جوست (2015-2016)
- كاثرين جيه رينولدز [الإنجليزية] (2016-2017)
- إيفا جي تي جرين [الإنجليزية] (2017-2018)
- ديفيد بي ريدلاوسك [الإنجليزية](2018-2019)
- نيكولاس فال [الإنجليزية] (2019-2020)[بحاجة لمصدر]
- فيليسيا برات [الإنجليزية](2020-2021)[بحاجة لمصدر]

## روابط خارجية
- الموقع الرسمي
- Twitter
- Upcoming Meetings
- Early Career Scholars Blog